# Go-Komyo
Go-Komyo, född 1633, död 1654, var regerande kejsare av Japan mellan 1643 och 1654.